# Debye
El debye (símbol: D) és una unitat de moment dipolar elèctric. No pertany al SI ni al Sistema CGS, i és igual a 10-18 statcoulomb centímetre o 3,33564×10−30 coulomb metre. Se li va dar el nom en honor del físic Peter Debye.
El debye segueix fent-se servir en la física atòmica i la química. Això es deu al fet que els moments dipolars elèctrics d'àtoms i molècules són típicament de l'ordre de la «unitat atòmica de moment dipolar elèctric» (radi de Bohr per càrrega elemental), que val uns 2,54 D, mentre que les unitats del SI són incòmodament grans a menys que s'agreguin prefixos a ambdues unitats (e.g., 2,54 D = 8,47 fC·fm).